# فلاديمير توفيغدزيتش
فلاديمير توفيغدزيتش هو لاعب كرة قدم صربي في مركز الهجوم، ولد في 12 يونيو 1991 في كرالييفو في صربيا. لعب مع نادي أو إف كيه بيوغراد ونادي زيمون ونادي فيكينغور.

## وصلات خارجية
- فلاديمير توفيغدزيتش على موقع قاعدة بيانات كرة القدم.إي يو (الإنجليزية)
- فلاديمير توفيغدزيتش على موقع Soccerway.com (الإنجليزية)